# Соматична нервна система
Соматичната нервна система (СНС) е част от периферната нервна система и отговаря за волевия контрол на тялото – движения на мускулите, възприемане на дразненияната от външната среда (допир, слух, обоняние) и управлява цялостната двигателна дейност на организма.